# Resolutie 2076 Veiligheidsraad Verenigde Naties
Resolutie 2076 van de Veiligheidsraad van de Verenigde Naties is met unanimiteit van stemmen door de VN-Veiligheidsraad aangenomen op 20 november 2012. De resolutie veroordeelde de hervatte aanvallen van de M23-rebellenbeweging in Oost-Congo en diens verovering van de stad Goma, alsook de externe steun die deze rebellen kregen.

## Achtergrond
In 1994 braken in de Democratische Republiek Congo etnische onlusten uit die onder meer werden veroorzaakt door de vluchtelingenstroom uit de buurlanden Rwanda en Burundi. In 1997 beëindigden rebellen de lange dictatuur van Mobutu en werd Kabila de nieuwe president. In 1998 escaleerde de burgeroorlog toen andere rebellen Kabila probeerden te verjagen. Zij zagen zich gesteund door Rwanda en Oeganda. Toen Kabila in 2001 omkwam bij een mislukte staatsgreep werd hij opgevolgd door zijn zoon. Onder buitenlandse druk werd afgesproken verkiezingen te houden die plaatsvonden in 2006 en gewonnen werden door Kabila. Intussen zijn nog steeds rebellen actief in het oosten van Congo en blijft de situatie er gespannen.

## Inhoud

### Waarnemingen
De crisis in Oost-Congo was verergerd door de militaire activiteiten van de 23 Maart-rebellenbeweging (M23). Deze was opnieuw begonnen met aanvallen en had op 20 november 2012 de stad Goma ingenomen. Daarbij pleegde ze ernstige mensenrechtenschendingen. De Veiligheidsraad veroordeelde elke vorm van steun aan M23. Door de aanvallen steeg ook opnieuw het aantal vluchtelingen in de regio. Intussen poogden de Internationale Conferentie inzake het Grote Merengebied, de Ontwikkelingsgemeenschap van Zuidelijk Afrika en de Afrikaanse Unie de vrede op diplomatieke wijze te herstellen.

### Handelingen
De hervatting van de aanvallen en de inname van Goma werden sterk veroordeeld. De Raad eiste dat M23 zich onmiddellijk terugtrok uit Goma, niet verder optrok, de wapens neerlegde en ontbond en dat het staatsgezag in Noord-Kivu werd hersteld.
Daarnaast werden ook M23's aanvallen op de bevolking, MONUSCO-vredeshandhavers en hulpverleners en mensenrechtenschendingen waaronder executies, seksueel geweld en de inzet van kindsoldaten sterk veroordeeld, alsook de poging van de beweging om een schaduwbestuur op te zetten.
Men was voorts zeer bezorgd om rapporten dat M23 van buitenaf gesteund werd met troepen, advies en materieel. (Volgens rapporten van VN-experts wordt M23 actief gesteund en zelfs geleid door buurland Rwanda.) Men eiste dat hier een einde aan kwam en maatregelen hieromtrent werden in het vooruitzicht gesteld. Ook werden mogelijke gerichte sancties tegen de leiders van M23 en diegenen die hen steunden aangekondigd in het kader van het 1533-Comité.

## Verwante resoluties
- Resolutie 2021 Veiligheidsraad Verenigde Naties (2011)
- Resolutie 2053 Veiligheidsraad Verenigde Naties
- Resolutie 2078 Veiligheidsraad Verenigde Naties
- Resolutie 2098 Veiligheidsraad Verenigde Naties (2013)

Lijst ·  2033 ·  2034 ·  2035 ·  2036 ·  2037 ·  2038 ·  2039 ·  2040 ·  2041 ·  2042 ·  2043 ·  2044 ·  2045 ·  2046 ·  2047 ·  2048 ·  2049 ·  2050 ·  2051 ·  2052 ·  2053 ·  2054 ·  2055 ·  2056 ·  2057 ·  2058 ·  2059 ·  2060 ·  2061 ·  2062 ·  2063 ·  2064 ·  2065 ·  2066 ·  2067 ·  2068 ·  2069 ·  2070 ·  2071 ·  2072 ·  2073 ·  2074 ·  2075 ·  2076 ·  2077 ·  2078 ·  2079 ·  2080 ·  2081 ·  2082 ·  2083 ·  2084 ·  2085